# 直江站
直江站（日语：／ Naoe eki */?）是位於島根縣出雲市斐川町上直江，西日本旅客鐵道（JR西日本）的山陰本線車站。

## 歷史
- 1910年（明治43年）10月10日 - 國有鐵道山陰本線莊原站至出雲今市站（現時為出雲市站）之間開業，此站啟用。為客運、貨運車站。
  - 當時車站地址為島根縣簸川郡伊波野村（日语：伊波野村）上直江。
- 1955年（昭和30年）4月15日 - 隨著斐川村成立，車站地址為島根縣簸川郡斐川村上直江。
- 1965年（昭和40年）4月1日 - 隨著斐川村實施町制，成為斐川町，車站地址為島根縣簸川郡斐川町上直江。
- 1972年（昭和47年）2月10日 - 終止貨物起卸業務。
- 1987年（昭和62年）4月1日 - 伴隨國鐵分割民營化，車站由西日本旅客鐵道（JR西日本）營運。
- 1990年（平成2年）3月10日 - 成為無人車站[1]。
- 2011年（平成23年）10月1日 - 隨著斐川町編入至出雲市（第二次），車站地址為島根縣出雲市斐川町上直江。
- 2016年（平成28年）12月17日 - 此站可以使用IC卡「ICOCA」[2][3]。設置IC卡專用簡易閘機。

## 車站構造
車站是一座設有跨站式站房的地面車站，設有2面3線的單式、島式月台，可進行列車待避和交會。車站設有南北兩出口。前代木造車站大樓已經關閉，現時仍然存在。
車站是由松江站管理的無人車站，設有自動售票機。

### 月台
| 月台 | 路線     | 上下行 | 方向               | 備註                   |
| ---- | -------- | ------ | ------------------ | ---------------------- |
| 1    | 山陰本線 | 上行   | 松江、米子方向     |                        |
| 2    | 山陰本線 | 下行   | 出雲市、大田市方向 |                        |
| 3    | 山陰本線 | 下行   | 出雲市、大田市方向 | 原則上只讓待避列車使用 |
| 3    | 山陰本線 | 上行   | 松江、米子方向     | 原則上只讓待避列車使用 |

1號月台為上行本線，2號月台為下行本線。3號月台為上下行副本線，主要讓特急通過的列車使用，下行部分列車不論需不需要進行待避，也可使用3號月台。

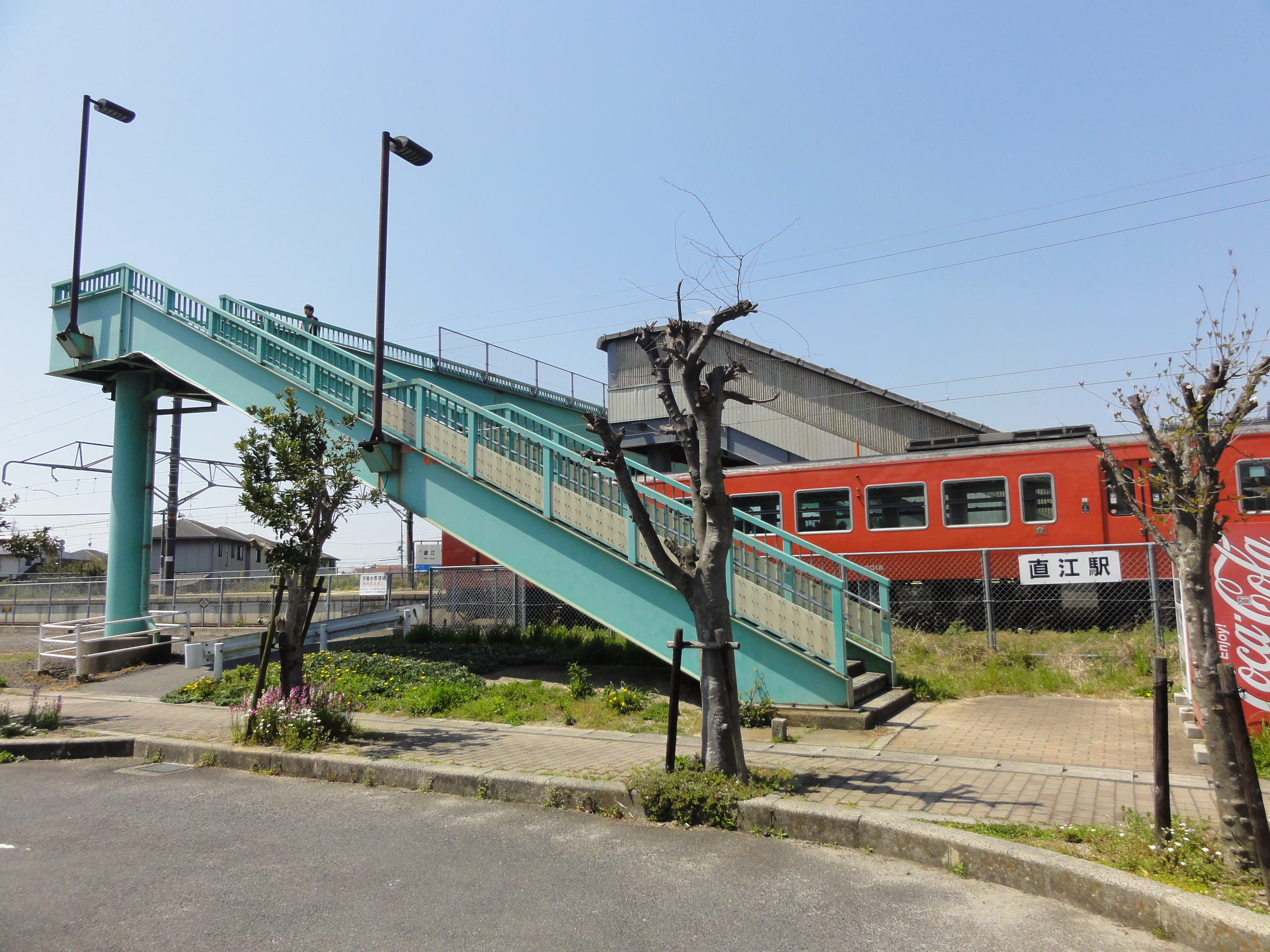
南出口
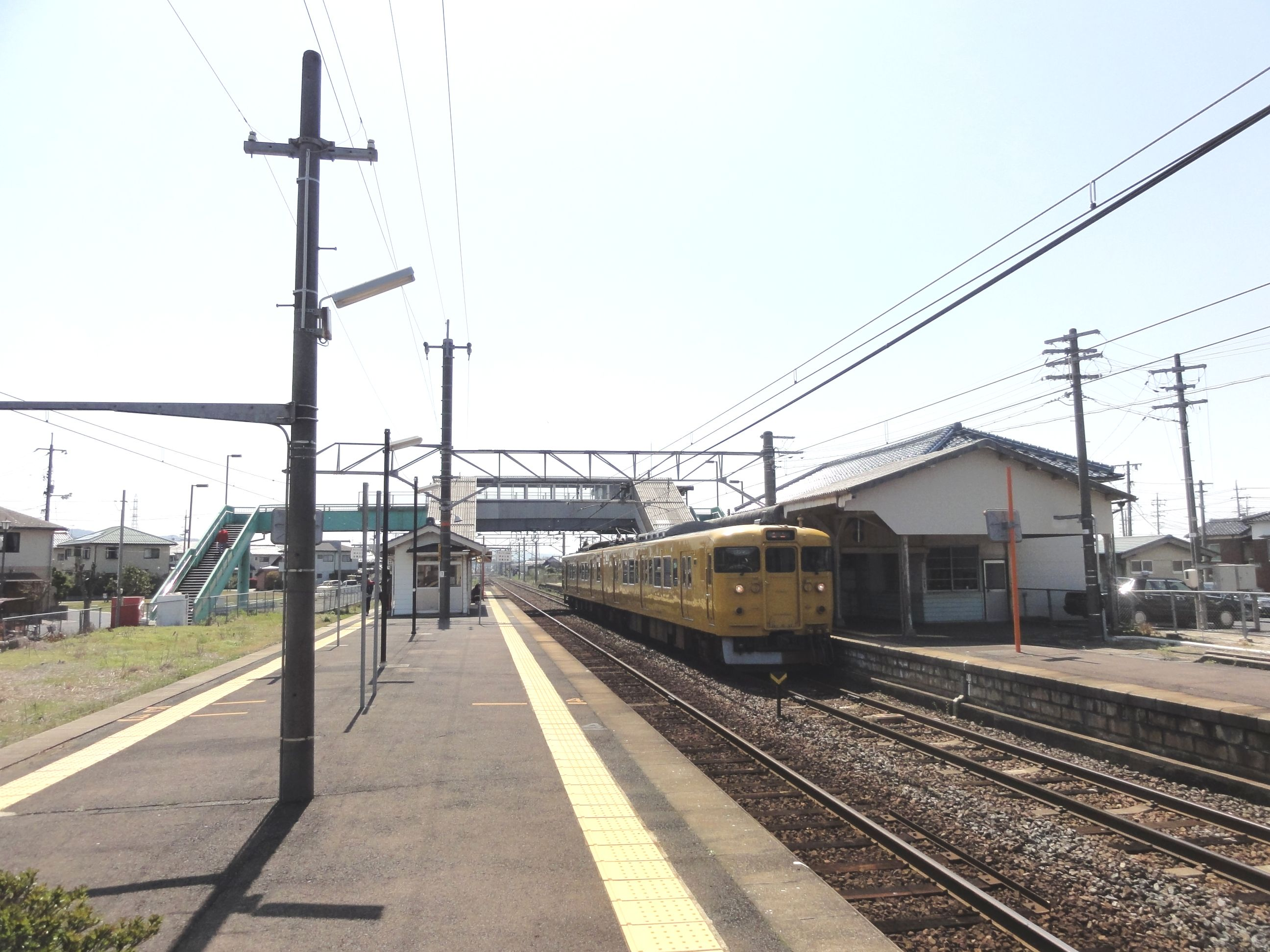
月台
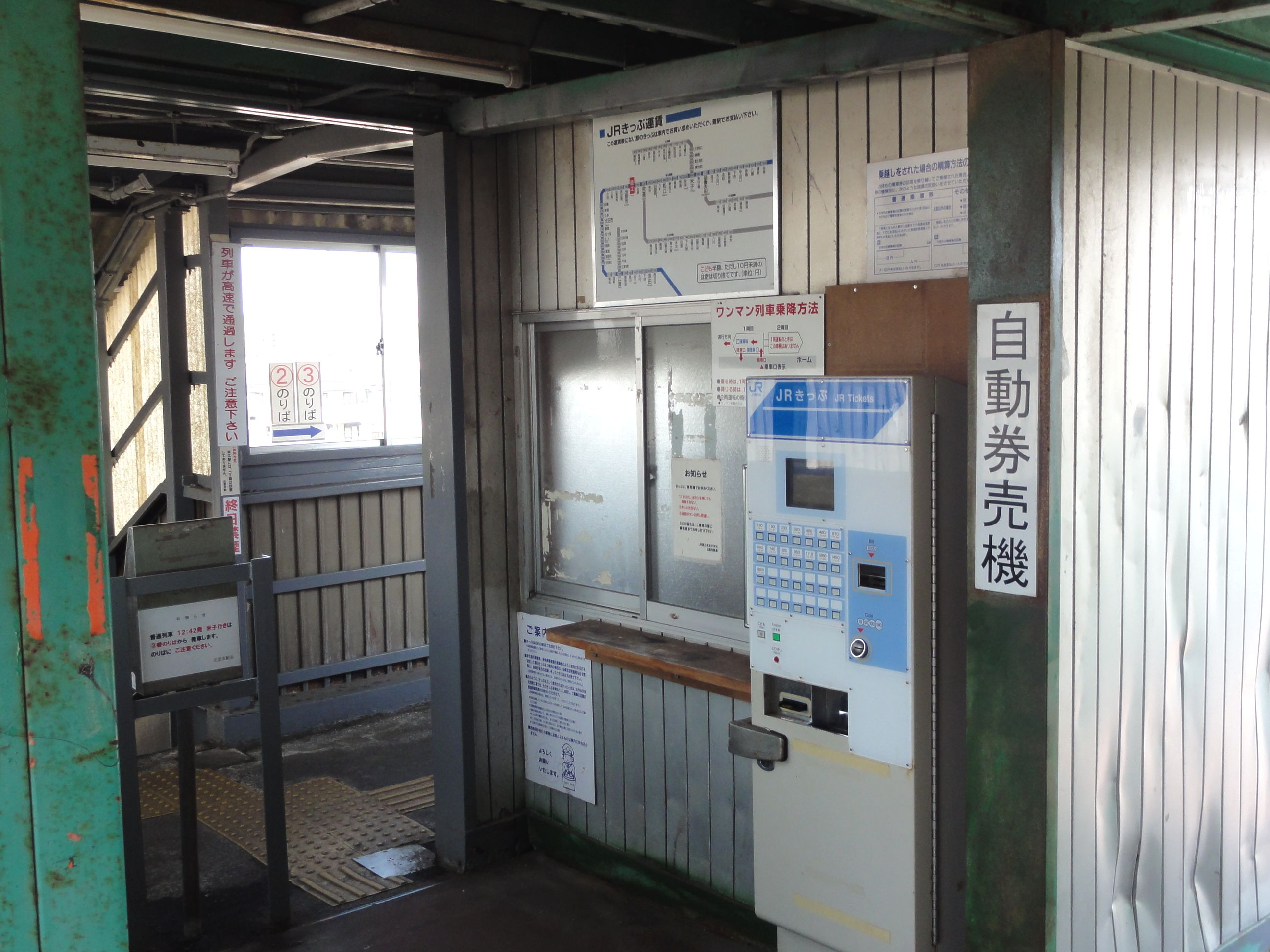
閘口

## 使用狀況
以下為近年1日平均乘車人次列表：
| 乘車人次變化 | 乘車人次變化    |
| 年度         | 1日平均乘車人次 |
| ------------ | --------------- |
| 1984         | 216             |
| 1994         | 276             |
| 1999         | 296             |
| 2000         | 292             |
| 2001         | 286             |
| 2002         | 286             |
| 2003         | 298             |
| 2004         | 285             |
| 2005         | 307             |
| 2006         | 328             |
| 2007         | 346             |
| 2008         | 347             |
| 2009         | 342             |
| 2010         | 350             |
| 2011         | 376             |
| 2012         | 388             |
| 2013         | 386             |
| 2014         | 400             |
| 2015         | 399             |
| 2016         | 382             |
| 2017         | 429             |

## 車站周邊
- youme Town（日语：ゆめタウン）斐川
- 洋服之青山（日语：青山商事）
- Wellness（日语：ツルハグループドラッグ&ファーマシー西日本）斐川店
- 出雲村田製作所（日语：出雲村田製作所）
- 國道9號

## 相鄰車站
西日本旅客鐵道
山陰本線
■快速「Aqua快車」、■快速「鳥取快車」、■普通
莊原－直江神西－出雲市

## 注腳
1. ↑  『JR気動車客車編成表』90年版 JRR 1990年 ISBN 4-88283-111-2
2. ↑  奧平真也. . 朝日新聞 (朝日新聞社). 2016-12-18: 晨報 島根版.
3. ↑  山陰線（出雲市～伯耆大山駅間）、伯備線（根雨駅、生山駅、新見駅）ICOCAご利用開始日・自動改札機ご利用開始日決定! （页面存档备份，存于） - 西日本旅客鐵道（2016年10月18日）
4. ↑  島根縣統計書

## 外部連結
- 直江｜車站資訊：JR出門網 - 西日本旅客鐵道